# Leptosiaphos graueri
Espèce
Synonymes
- Lygosoma graueri quinquedigitata Sternfeld, 1912
- Lygosoma graueri quattuordigitata Sternfeld, 1912
- Lygosoma graueri Sternfeld, 1912
- Panaspis graueri (Sternfeld, 1912)
- Lygosoma quattuordigitata Sternfeld, 1912
- Panaspis quattuordigitata (Sternfeld, 1912)

Leptosiaphos graueri est une espèce de sauriens de la famille des Scincidae.

## Répartition
Cette espèce se rencontre en Ouganda, au Rwanda, au Burundi et dans l'est de la République démocratique du Congo.

## Description
C'est un saurien ovipare.

## Étymologie
Cette espèce est nommée en l'honneur de Rudolf Grauer (1870–1927).

## Publication originale
- Sternfeld, 1912 : IV. Zoologie II. Lfg. Reptilia in Schubotz, 1912 : Wissenschaftliche Ergebnisse der Deutschen Zentral-Afrika Expedition 1907-1908, unter Führung A. Friedrichs, Herzogs zu Mecklenburg. Klinkhard und Biermann, Leipzig, vol. 4, p. 197-279 (texte intégral).